# Futbol a l'Aràbia Saudita
El futbol és l'esport més popular a Aràbia Saudita. És dirigit per la Federació de Futbol de l'Aràbia Saudita.

## Competicions
- Lligues:
  - Lliga Professional Saudita

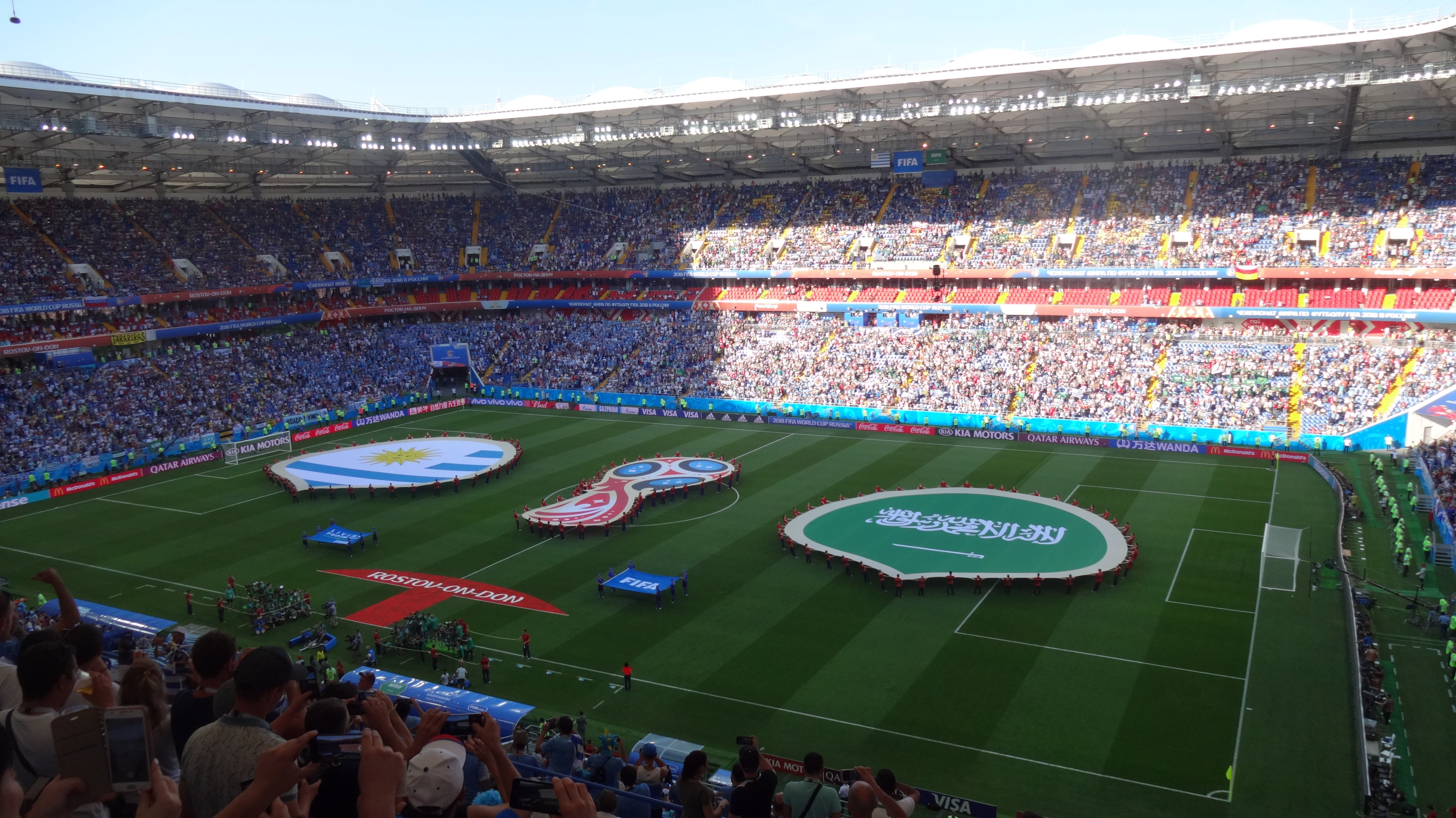
Uruguai vs Aràbia Saudita al Mundial de 2018.

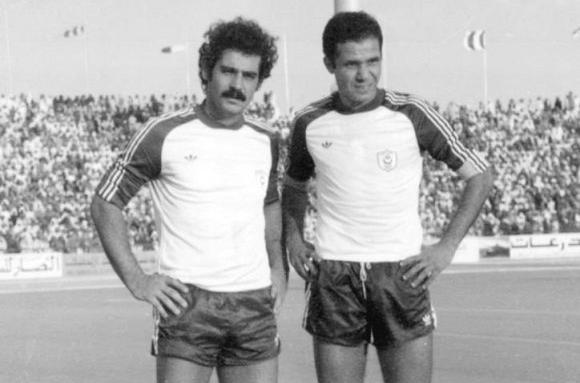
Roberto Rivelino i Najeeb Al Imam a Al-Hilal.

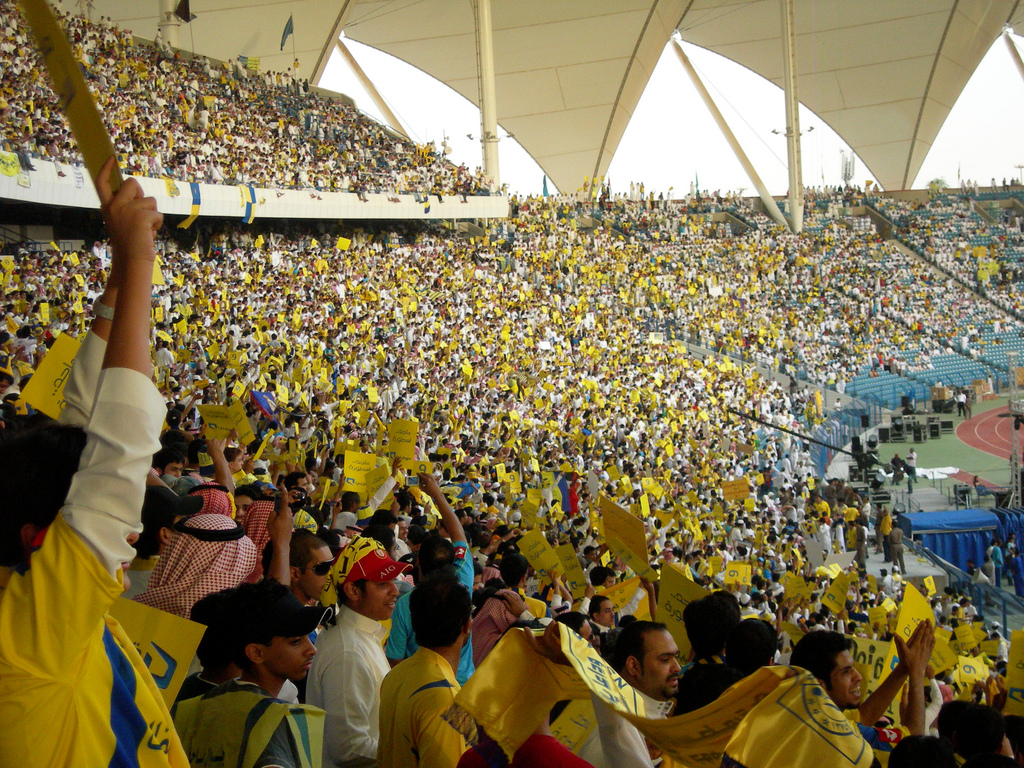
Seguidors d'Al-Nasr.

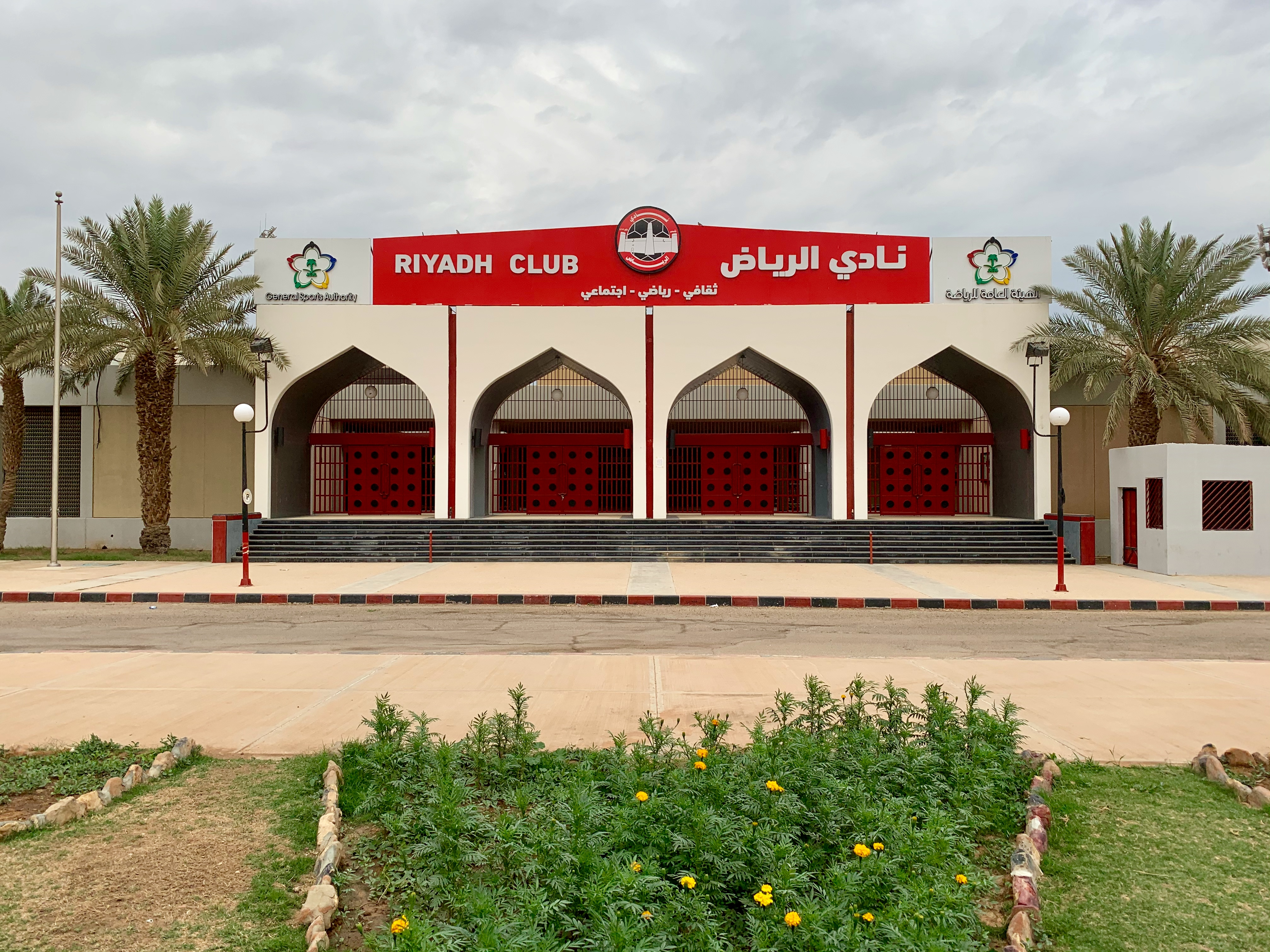
Seu del club Riyadh.

  - Lliga Príncep Mohammad bin Salman (segon nivell)
  - Segona Divisió (tercer nivell)
  - Tercera Divisió (quart nivell)
  - Quarta Divisió (cinquè nivell)

- Copes:
  - Copa del Rei saudita de futbol
  - Supercopa saudita de futbol
  - Copa del Príncep de la Corona saudita de futbol
  - Copa Federació saudita de futbol / Copa Príncep Faisal bin Fahd

## Principals clubs
Clubs amb més títols nacionals a 2021.
- Al-Hilal Saudi FC Al-Riyad
- Al-Ittihad FC Jeddah
- Al-Ahli SC Jeddah
- Al-Nassr Saudi Club Al-Riyad
- Al-Shabab FC Al-Riyad
- Al-Ittifaq FC Dammam
- Al-Fateh SC Hufuf
- Al-Wahda FC La Meca
- Al-Riyadh SC
- Al-Taawoun FC Burayda
- Al-Faisaly FC Harmah
- Al-Qadisiya FC Al Khubar

## Jugadors destacats
Fonts:
Des de 1970
- Ahmed Eid Al Harbi

Des de 1980
- Majed Abdullah
- Abdullah Al-Deayea
- Mohamed Abd Al-Jawad
- Saleh Al-Nu'eimeh

Des de 1990
- Fuad Anwar Amin
- Fahad Al-Bishi
- Mohamed Al-Deayea
- Fahad Al-Ghesheyan
- Sami Al-Jaber
- Mohammed Sheliah Al-Jahani
- Mohammed Al-Khilaiwi
- Khaled Massad Al-Muwalid
- Saeed Al-Owairan
- Yousuf Al-Thunayan
- Ahmed Jamil Madani

Des de 2000
- Hamad Al-Montashari
- Yasser Al-Qahtani
- Mohammad Al-Shalhoub
- Nawaf Al-Temyat
- Mohammed Noor
- Hussein Abdulghani Sulaimani

Des de 2010
- Nasser Al-Shamrani
- Osama Hawsawi

## Principals estadis
| # | Estadi                            | Capacitat | Ciutat  |
| - | --------------------------------- | --------- | ------- |
| 1 | Estadi Internacional Rei Fahd     | 67.000    | Riad    |
| 2 | Ciutat Esportiva Rei Abdullah     | 62.241    | Jiddah  |
| 3 | Estadi Príncep Mohamed bin Fahd   | 36.000    | Dammam  |
| 4 | Estadi Rei Abdul Aziz             | 33.195    | La Meca |
| 5 | Estadi Príncep Abdullah Al Faisal | 27.000    | Jiddah  |